# Nikken Sekkei
Nikken Sekkei Ltd. (株式会社日建設計, Kabushiki-gaisha Nikken Sekkei) is een Japanse groep van multi-disciplinaire ontwerp- en adviesbureaus met haar hoofdvestiging in Chiyoda, Tokio. Vanuit meerdere vestigingen in Japan, Zuidoost Azië en het Midden-Oosten worden diensten verleend op het gebied van onder meer architectuur, stedenbouw, constructie, landschapsarchitectuur en  interieurarchitectuur.
Nikken Sekkei is met ruim 2.600 medewerkers het grootste architectenbureau van Japan. Het bureau behoort wereldwijd tot de grootste bedrijven binnen zijn sector. Het bedrijf is wereldwijd actief en kan bogen op meer dan 20.000 bouwprojecten in meer dan 50 landen, waaronder de bouw van een groot aantal wolkenkrabbers.
Als architectenbureau tekende het onder meer voor het Sakishima-gebouw uit 1995, de TAT Towers in Istanboel, de Bank of China Tower en Aurora Plaza in Shanghai, de Japanse Tokyo Skytree. Het is medeontwerper van de renovatie aan Camp Nou die tussen 2018 en 2022 wordt uitgevoerd.